# Anton Mrak
Anton Mrak, slovenski pravnik in publicist, * 20. februar 1883, Koroška Bela, † 5. november 1961, Ljubljana.
Rodil se je očetu čevljarju Antonu st. in materi Jeri (rojena Dolžan).
Mrak je od leta 1895 do 1903 obiskoval gimnazijo v Ljubljani ter nato na Dunaju študiral pravo in tam 1911 diplomiral. Služboval je na sodišču v Ljubljani (1910–1919), potem pri mestni upravi (do 1926) in bil 1927 kot pravni referent gozdarskega ravnateljstva upokojen. Pisal in objavljal je pri raznih revijah in političnih listih socialno-, narodno- in gospodarskopolitične članke ter z alpinističnimi članki sodeloval pri PV.